# Hubert Katzenbeier
Hubert Katzenbeier (né le 14 avril 1936 à Dittmannsdorf) est un musicien de jazz allemand.

## Biographie
Katzenbeier reçoit des leçons privées de violon et apprend la trombone en autodidacte. Entre 1957 et 1962, il travaille dans l'orchestre de danse de Fips Fleischer puis rejoint le Rundfunk-Tanzorchester Berlin de Günter Gollasch, où il travaille jusqu'en 1992 en tant que tromboniste solo et arrangeur. Il joue également dans le quintet de Friedhelm Schönfeld, dans le Modern Blues Sextet et dans le Berlin-Leipzig-Combo, à plusieurs reprises avec Klaus Lenz, dans l'ensemble de jazz radio Studio IV avec Ernst-Ludwig Petrowsky et Eberhard Weise, dans la Theo-Schumann-Jazzformation, avec Wolfgang Fiedler dans Fusion, dans le Bigband de Dieter Keitel. En 1971, il fonde son propre groupe (d'abord quintette, plus tard dixtuor, dernièrement entre quatuor et sextet). Il est également l'un des cofondateurs du Berlin Contemporary Jazz Orchestra.

## Source de la traduction
- (de) Cet article est partiellement ou en totalité issu de l’article de Wikipédia en allemand intitulé « Hubert Katzenbeier » (voir la liste des auteurs).